# VFA-86
86ème Escadron de chasseurs d'attaque
Le Strike Fighter Squadron EIGHT SIX (STRKFITRON 86 ou VFA-86), est un escadron de chasseurs d'attaque de l'US Navy stationné à la Naval Air Station Lemoore, en Californie, aux États-Unis. L'escadron a été créé en 1951 et est surnommé "Sidewinders" . Son indicatif radio est Winder. 
En 2024, l'escadron a achevé son rééquipement sur  F-35C Lightning II

## Historique

### Années 1950
Le Reserve Fighter Squadron 921 (VF-921) a été appelé au service actif depuis le NAS St-Louis le 1er février 1951, pour la guerre de Corée aux commandes du F4U-4 Corsair. Il a été affecté au Carrier Air Wing Eight (CVW-8) et déployé en mer Méditerranée à bord de l'USS Tarawa (CV-40), en 1951–52. 

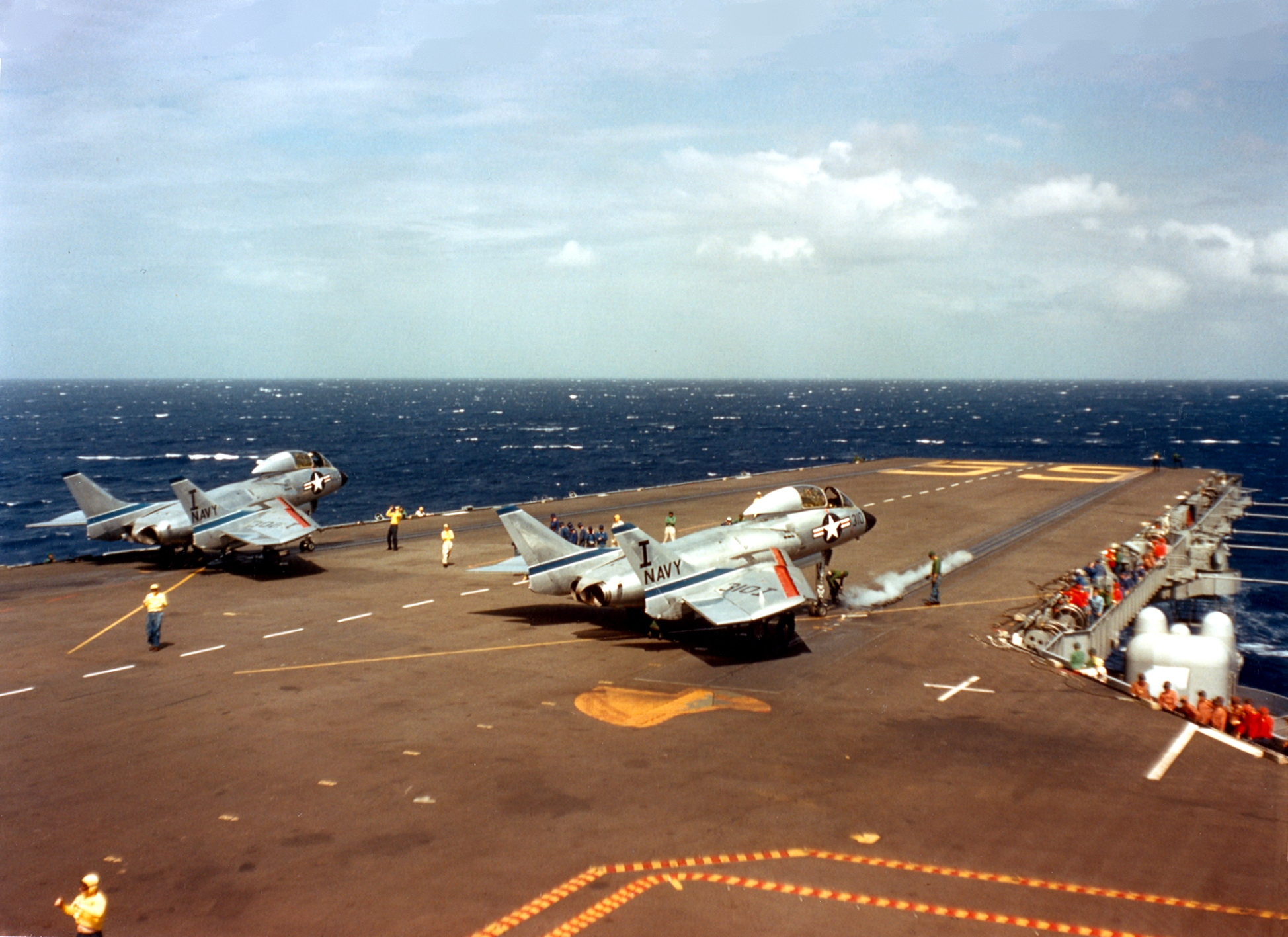
F7U-3M Cutlass du VA-86 sur l'USS Forrestal en 1956

Le 4 février 1953, l'escadron a été renommé Fighter Squadron 84 (VF-84), alors qu'il était déployé à la Base navale de la baie de Guantánamo, à Cuba, à bord de l'USS Antietam (CV-36). En juin 1953, l'escadron a brièvement piloté le F8F-2 Bearcat en vue de la transition vers le F9F-5 Panther en novembre 1953. Le VF-84 est de nouveau déployé en mer Méditerranée à bord de l'USS Lake Champlain (CV-39) de septembre 1954 à avril 1955.
Le 1er juillet 1955, l'escadron  pilotant le F7U-3M Cutlass, a été renommé Attack Squadron 86 (VA-86) et a mené une évaluation approfondie du missile AIM-7 Sparrow. Il a été déployé en 1956 pour la croisière de shakedown de l'USS Forrestal (CV-59), étant affecté au Air Task Group 181 (ATG-181).
En mai 1957, l'escadron est affecté au Carrier Air Wing Seven (CVW-7), étant équipé de diverses versions de l'A4D/A-4 Skyhawk. De septembre 1958 et mars 1959, le VA-86 a été déployé à bord de l'USS Randolph (CV-15), avant que le CVW-7 ne soit réaffecté en 1959 à l'USS Independence (CV-62) récemment mis en service.

### Années 1960

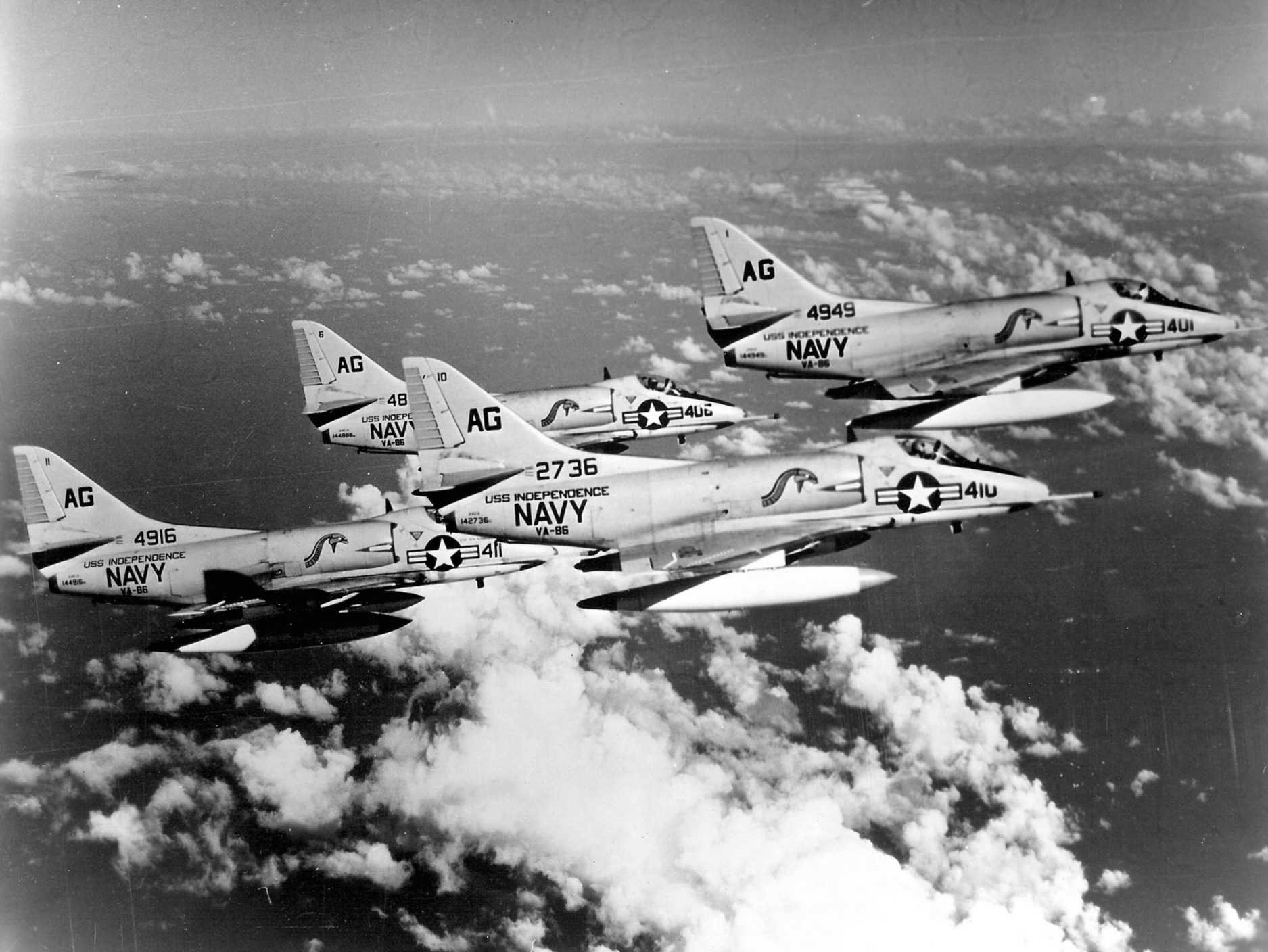
A4D-2 Skyhawks du VA-86 en 1960

Durant cette décennie, le VA-86, au sein du CVG-7,  effectue de nombreux déploiements avec l'USS Independence (CV-62) . 
En avril 1961, le VA-86 et l'USS Independence sont près de la baie de Guantanamo, à Cuba, lors du Débarquement de la baie des Cochons. 
En 1962, il effectue aussi un déploiement avec le Carrier Air Wing Three (CVW-3) à bord de l'USS Lexington (CV-16) pendant la Crise des missiles de Cuba au large de Jacksonville, en Floride 
En avril-mai 1963, le VA-86 a fourni des détachements A-4C Skyhawk à bord des porte-avions anti-sous-marins de la flotte de l'Atlantique USS Essex, USS Randolph et USS Wasp. Les avions étaient équipés de missiles AIM-9 Sidewinder pour fournir aux porte-avions une capacité de guerre anti-aérienne.
D'août 1963 à mars 1964, le VA-86 a été déployé avec le CVW-7 en mer Méditerranée. Le 1er juillet 1965, l'escadron a mené ses premières missions de combat contre des cibles au Sud-Vietnam. En 1966-67, le VA-86 était de retour en mer Méditerranée.
En juin 1967, le VA-86 est devenu le premier escadron opérationnel de la flotte de l'Atlantique à piloter l'A-7A Corsair II. Réaffecté au Carrier Air Wing Six (VCW-6), le VA-86 effectue un autre déploiement au Vietnam à bord de l'USS America (CV-66). L'escadron a mené son troisième déploiement de combat en Asie du Sud-Est à bord de l'USS Coral Sea (CV-43) de septembre 1969 à juillet 1970 alors qu'il était affecté au Carrier Air Wing Fifteen.

### Années 1970  et 1980

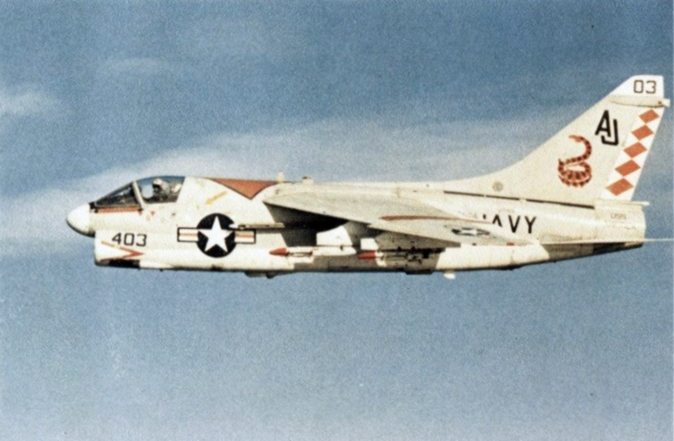
A-7C Corsair du VA-86 en 1974

De 1971 à 1987, le VA-86 a de nouveau été affecté au CVW-8 et a effectué 14 déploiements à bord de 2 porte-avions  :
- 4 à bord de l'USS America (CV-66) (1971 à 1974)
- 10 à bord de l'USS Nimitz (CVN-68) (1975 à 1981 et 1982 à 1987)

De juin 1972 à mars 1973, le VA-86 à bord de l'USS America pour une croisière de combat de dix mois, participe à plusieurs campagnes de bombardement intenses et longues, notamment l'Opération Linebacker et l'Opération Linebacker II pendant la phase finale de l'implication américaine dans la guerre du Vietnam. 
L'escadron s'est déployé à bord de l'USS America en 1974 pour 7 mois de service en Méditerranée et en mer du Nord. En 1975, l'escadron est passé à l'A-7E Corsair II et a participé au voyage inaugural de l'USS Nimitz en juillet 1975. En 1979, des avions VA-86 sont apparus dans le film Nimitz, retour vers l'enfer, à la Naval Air Station Key West, en Floride.
En janvier 1980, après la Crise des otages américains en Iran, le VA-86 est embarqué vers l'océan Indien via le cap de Bonne-Espérance, pour 144 jours consécutifs en mer. En 1981, l'escadron participe à Freedom of Navigation Exercise dans le golfe de Syrte effectuant des missions de ravitaillement aérien et de reconnaissance au-dessus de navires libyens potentiellement hostiles. En jun-juillet 1985, le VA-86 opére au large des côtes du Liban en raison du détournement du vol TWA 847.

### VFA-86
Le 15 juillet 1987, le VA-86 a été officiellement renommé Strike Fighter Squadron 86 (VFA-86) et a commencé à piloter le F/A-18C Hornet. 
De 1988 à 2007, le VFA-86 a été affecté au Carrier Air Wing One (CVW-1). De 1988 à 1989, il effectue deux déploiements à bord de l'USS America (CV-66), dont un pour fournir une couverture aérienne pour l'évacuation de l'ambassade des États-Unis à Beyrouth.

### Années 1990

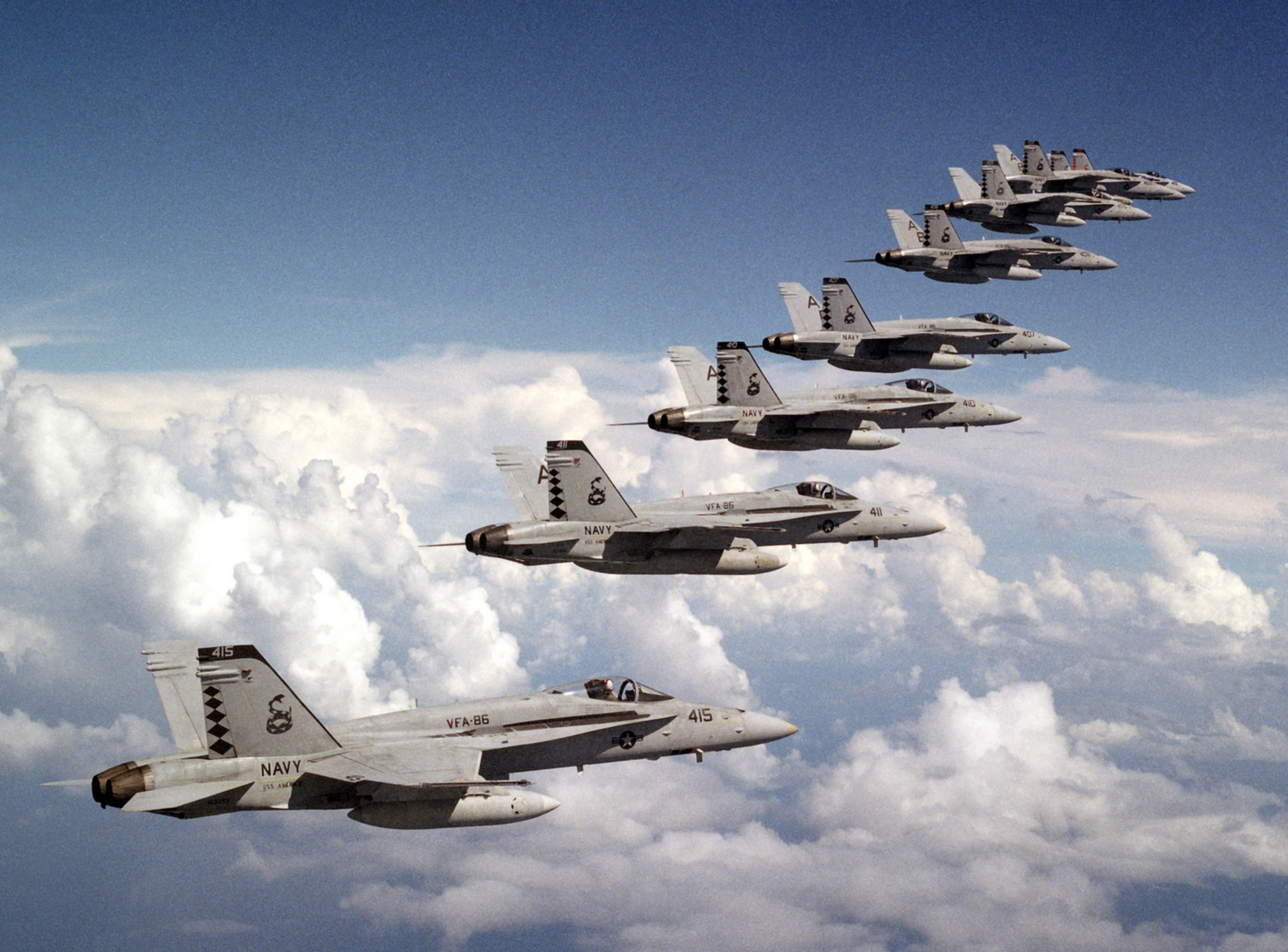
Escadron de F/A-18C Hornet du VFA-86 en 1995

Au cours de cette décennie, le VFA-86 au sein du 'VCW-1 effectue  8 déploiements à bord de 4 porte-avions :
- 5 à bord de l'USS America en Méditerranée et Golfe Persique (1990 à 1996)
- 1 à bord de l'USS George Washington (CVN-73) en Méditerranée (1997-98)
- 1 à bord de l'USS Harry S. Truman (CVN-75), voyage inaugural en 1998
- 1 à bord de l'USS John F. Kennedy (CV-67) en Méditerranée et Golfe Persique (1999-2000)

En 1991, l'escadron a effectué des missions de combat à l'appui de l' Opération Desert Storm (mer Rouge et dans le golfe Persique). En 1992, l'escadron a réalisé le premier tir de missile d'attaque terrestre AGM-84EStandoff de la côte est vers une cible sur l'île San Nicolas, en Californie.
En 1994, l'escadron s'est déployé à l'appui de l'Opération Deny Flight. En octobre, au large des côtes de la Somalie, il est intervenu pour soutenir les efforts de secours des Nations unies. Après avoir mené des missions de l'Opération Deliberate Force de l'OTAN au-dessus de la Bosnie-Herzégovine depuis la mer Adriatique, il est retourné au NAS Cecil Field en février 1995.
D'octobre 1997 à avril 1998, l'escadron s'est déployé en mer Méditerranée/golfe Persique sur l'USS George Washington pour l'Opération Southern Watch. Du novembre à décembre 1998, le VFA-86 a effectué une courte croisière dans la zone d'opérations portoricaine à bord de l'USS Harry S. Truman. Fin 1999, l'escadron s'est déployé en mer Méditerranée à bord de l' USS John F. Kennedy, participant aux opérations de liberté de navigation au large des côtes libyennes.
À la suite du déclassement du NAS Cecil Field en 1999, le VFA-86 a déménagé au MCAS Beaufort, en Caroline du Sud, au lieu du NAS Oceana, en Virginie.

### Années 2000

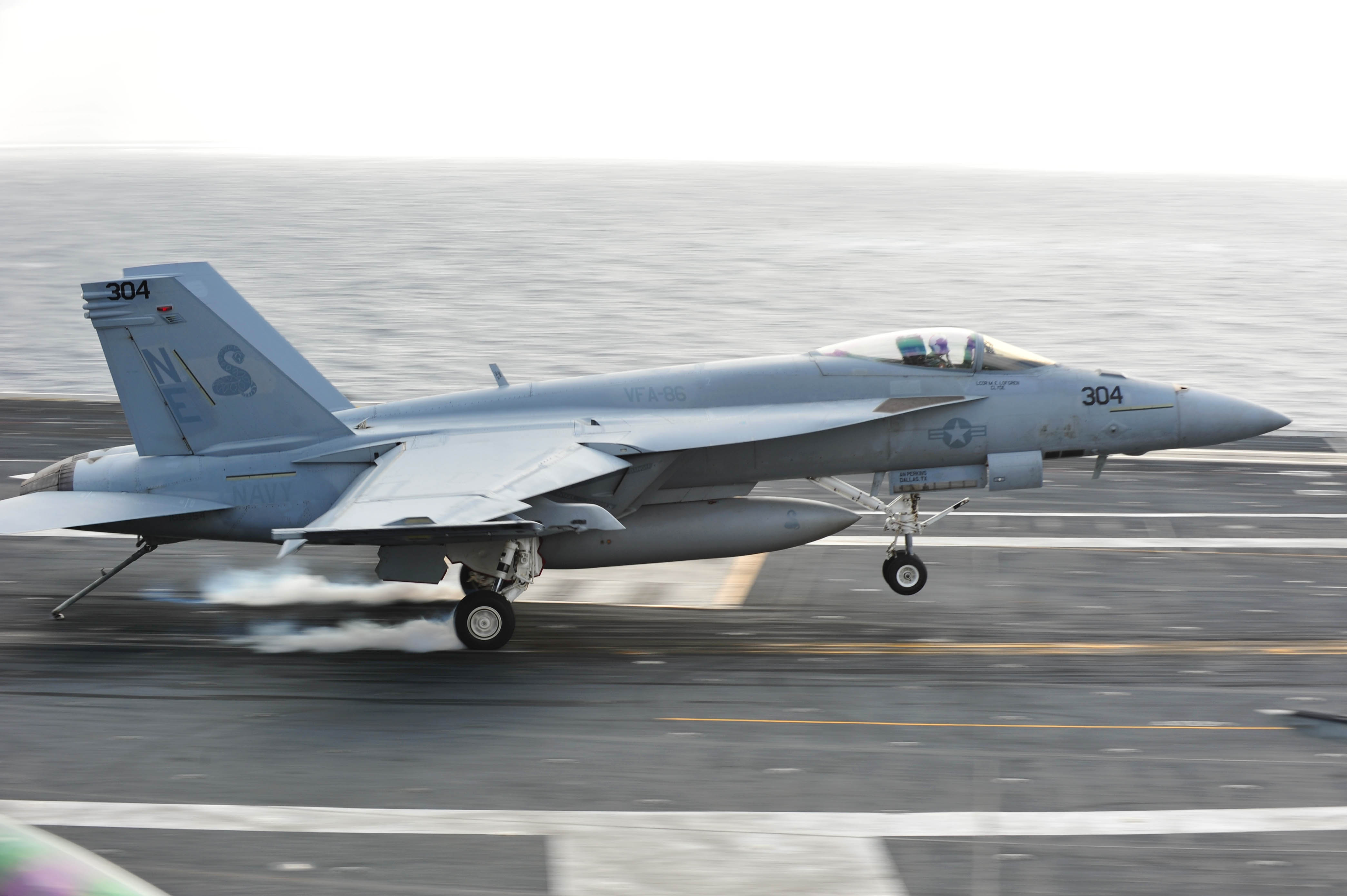
F/A-18E du VFA-86 atterrissant à bord du USS Ronald Reagan en 2013

Au cours de cette décennie, le VFA-86 au sein du CVW-1 effectue 5 déploiements sur deux porte-avions :
- 1 à bord de l'USS Theodore Roosevelt (CVN-71), en Méditerranée et mer d'Arabie (2001-2002)
- 4 à bord de l'USS Enterprise (CVN-65), en Méditerranée (2003 à 2007)

Fin 2001, l'escadron s'est déployé à l'appui de l' Opération Enduring Freedom (OEF) au-dessus de l'Afghanistan contre des cibles militaires des talibans et d'Al-Qaïda. D'août 2003 à juillet 2004, le VFA-86 s'est déployé à l'appui de l'Opération Iraqi Freedom (OIF) et de l'OEF.
De mai à novembre 2006, l'escadron a de nouveau été déployé en soutien à l'OIF et à l'OEF, visitant des ports en Croatie, en Crète, à Dubaï, à Hong Kong, en Corée du Sud, en Malaisie et au Portugal. En juillet 2007, le VFA-86 s'est déployé pour la dernière fois à bord de l'USS Enterprise en soutien à l'OIF et à l'OEF, retournant au MCAS Beaufort en décembre 2007. 
Entre le 31 juillet 2009 et le 26 mars 2010, le VFA-86  s'est déployé à bord de l'USS Nimitz (CVN-68) dans le Pacifique occidental et le nord de la mer d'Oman, étant affecté au Carrier Air Wing Eleven (CVW-7).

### Années 2010

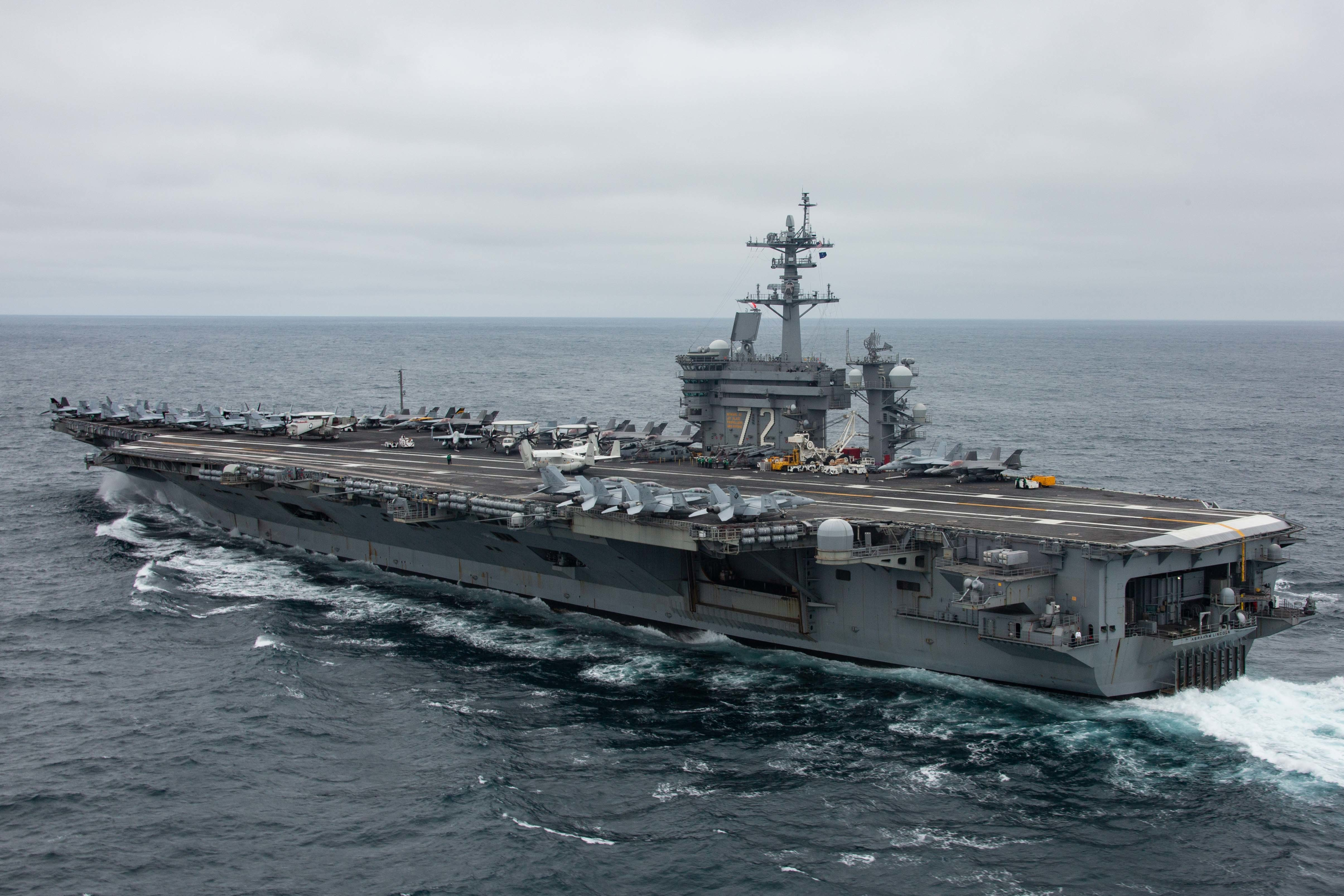
USS Abraham Lincoln en 2021

En 2011, l'escadron a déménagé du MCAS Beaufort au Naval Air Station Lemoore. Après leur arrivée, l'escadron est passé au F/A-18E Super Hornet. En 2014, le VFA-86 a ensuite été affecté au Carrier Air Wing Two à bord de l'USS Ronald Reagan (CVN-76). En 2016, il est affecté au Carrier Air Wing Three sur l'USS Dwight D. Eisenhower (CVN-69).
D'avril 2019 à janvier 2020, le VFA-86 embarque sur l'USS Abraham Lincoln (CVN-72) au sein du Carrier Air Wing Seven.